# Unternehmen Gertrud
Das Unternehmen Gertrud war der Deckname einer deutschen Militäroperation für einen geplanten gemeinsamen deutsch-bulgarischen Invasionsplans für die Türkei während des Zweiten Weltkrieges. Die Idee entstand Anfang des Sommers 1942. Hintergrund war ein befürchteter Seitenwechsel der Türkei zugunsten der Alliierten, welcher Anfang 1945 auch tatsächlich erfolgte. Das Projekt wurde wegen des raschen Vormarsches der Roten Armee im Kaukasus und der alliierten Invasion in Sizilien aufgegeben.